# Mozartstraße 10 (Bad Reichenhall)
Das Gebäude Mozartstraße 10 ist eine ehemalige Kurpension in Bad Reichenhall.
Der Bau steht unter Denkmalschutz und ist unter der Nummer D-1-72-114-72 in die Bayerische Denkmalliste eingetragen. 

## Baubeschreibung
Der dreigeschossige Eckbau mit Mansarddach besitzt an zwei Seiten Volutengiebel, die risalitartig hervorstehen. Der Eckerkerturm mit Zwiebelhelm wird von einem barockisierendem Putzdekor geschmückt. Das Bauwerk wurde um 1900 errichtet. 

## Lage
Das Gebäude Mozartstraße 10 befindet sich an der Einmündung der Mozart- in die Salzburger Straße in Bad Reichenhall. Das Gebäude liegt zudem im Ensemble Kurviertel.